# Alan Hurwitz
Dr T. Alan Hurwitz, né le 17 septembre 1942) était le dixième Président de l'Université Gallaudet. Il est le premier sourd de naissance, et la première personne de confession Juive à occuper ce poste. Auparavant, il a servi en tant que Président de la Technique National de l'Institut pour les Sourds, Vice-Président et Doyen de l'Institut de Technologie de Rochester. 

## Biographie
Alan est né sourd et ses parents sont aussi sourds. Il a étudié à l'école Central Institute for the Deaf à Saint-Louis, Missouri.
Il est un ancien président de National Association of the Deaf (NAD) (1982-1984), il a voyagé et donné de nombreuses conférences au niveau national et international.
Le 18 octobre 2009, M. Hurwitz a été choisi pour le 10e président de l'Université Gallaudet. Il a pris ses fonctions le 1er janvier 2010. Alan se retire le président de l'université Gallaudet le 31 décembre 2015, on nomme à Roberta Cordano, le onzième président de l'Université Gallaudet.

## Autorité
- Notices d'autorité :   - VIAF
  - LCCN
  - Israël
  - WorldCat